# Oleg Anofriev
Oleg Andreïevitch Anofriev (en russe : Олег Андреевич Анофриев), né le 20 juillet 1930 à Guelendjik dans la République socialiste fédérative soviétique de Russie et mort le 28 mars 2018 à Moscou (Russie), est un acteur et réalisateur russe.

## Biographie
Oleg Anofriev fait ses études à l'École-studio du Théâtre d'Art académique de Moscou, dont il sort diplômé en 1954.
En 1954-1960 - acteur du Théâtre académique de la jeunesse de Russie, en 1960-1962 - acteur du Théâtre Maïakovski, en 1962-1972 - acteur du Théâtre Mossovet, en 1972-1995 - acteur du Théâtre national d'acteur de cinéma.
Il meurt en mars 2018 et est enterré au cimetière d'Aksinino (ru) dans la banlieue de Moscou,.

## Filmographie partielle
- 1956 : Derrière la vitrine du super marché (За витриной универмага) de Samson Samsonov : Slava Sidorkin
- 1961 : Les Voiles écarlates (Алые паруса) : Letica, un matelot à bord du Secret
- 1964 : Le Conte du temps perdu (Сказка о потерянном времени) : Petia Zoubov vieux
- 1978 : Virage (Поворот, Povorot) de Vadim Abdrachitov : avocat
- 1987 : L'Homme du boulevard des Capucines (Человек с бульвара Капуцинов) : pianiste